# Verónica Pérez Fernández
Verónica Pérez Fernández (San Juan de Aznalfarache, Sevilla, 21 de junio de 1978) es una política española, ex secretaria primera del Parlamento de Andalucía y exdiputada por la provincia de Sevilla en el Parlamento de Andalucía.

## Biografía
Nacida en San Juan de Aznalfarache, su vinculación con el PSOE comenzó a los 14 años en las Juventudes Socialistas, afiliándose al PSOE a los 18 años. Desde entonces ha ostentado distintos cargos como secretaria de Medio Ambiente y Ordenación del Territorio del PSOE-A en el período 2004-2008. Entre 1999 y 2005 fue concejal del Ayuntamiento de San Juan de Aznalfarache y también es diputada provincial. En las elecciones autonómicas de 2004 es elegida diputada por la provincia de Sevilla en el Parlamento de Andalucía, cargo que renueva en las elecciones de 2008, 2012 y 2015. En diciembre de 2013 es elegida secretaria general del PSOE de Sevilla en sustitución de Susana Díaz al asumir ésta la presidencia de la Junta de Andalucía y la secretaría general del PSOE-A. Además, desde el 16 de abril de 2015 fue secretaria primera del Parlamento de Andalucía hasta el 14 de julio de 2022. Fue secretaria general del PSOE de Sevilla entre 2013 y 2021.
El 29 de septiembre durante la crisis del PSOE de 2016 protagonizó uno de los episodios más conocidos en la puerta de la sede del partido nacional en Madrid donde pronunció la famosa frase: "En este momento, la única autoridad en el PSOE soy yo" al ser la presidenta del Comité Federal.
A principios de octubre de 2022 es elegida como miembro del consejo administrativo del RTVA en representación de su partido político.

## Cargos desempeñados
- Concejal del Ayuntamiento de San Juan de Aznalfarache (1999-2005).
- Secretaria de Medio Ambiente y Ordenación del Territorio del PSOE-A (2004-2008).
- Diputada por la provincia de Sevilla en el Parlamento de Andalucía ( 2004 -2022).
- Secretaria general del PSOE de Sevilla ( 2013-2021).
- Secretaria primera del Parlamento de Andalucía (Desde 2015 hasta 2022).